# 北堡乡
北堡乡，是中华人民共和国内蒙古自治区呼和浩特市清水河县下辖的一个乡镇级行政单位。

## 行政区划
北堡乡下辖以下地区：
阳湾子村、长沟门村、杜家沟村、暖泉村、八道峁村、双碾儿村、三黄水村、四道坪村、对九坪村、北堡村、老牛坡村、桦树沟村、老熊沟村和丈房湾村。